# ترعة (محافظة العيص)
ترعة ، قرية من قرى محافظة العيص، والتابعة لمنطقة المدينة المنورة ويسكنها قبيلة  والزوايدة   من جهينة .